# Phrygische Sprache
Die phrygische Sprache gehört zu den indogermanischen Sprachen. Sie wurde in der Antike vom Volk der Phryger gesprochen. Das Verbreitungsgebiet war im nördlichen West-Kleinasien in der historischen Region Phrygien und vielleicht noch in einigen angrenzenden Gebieten.

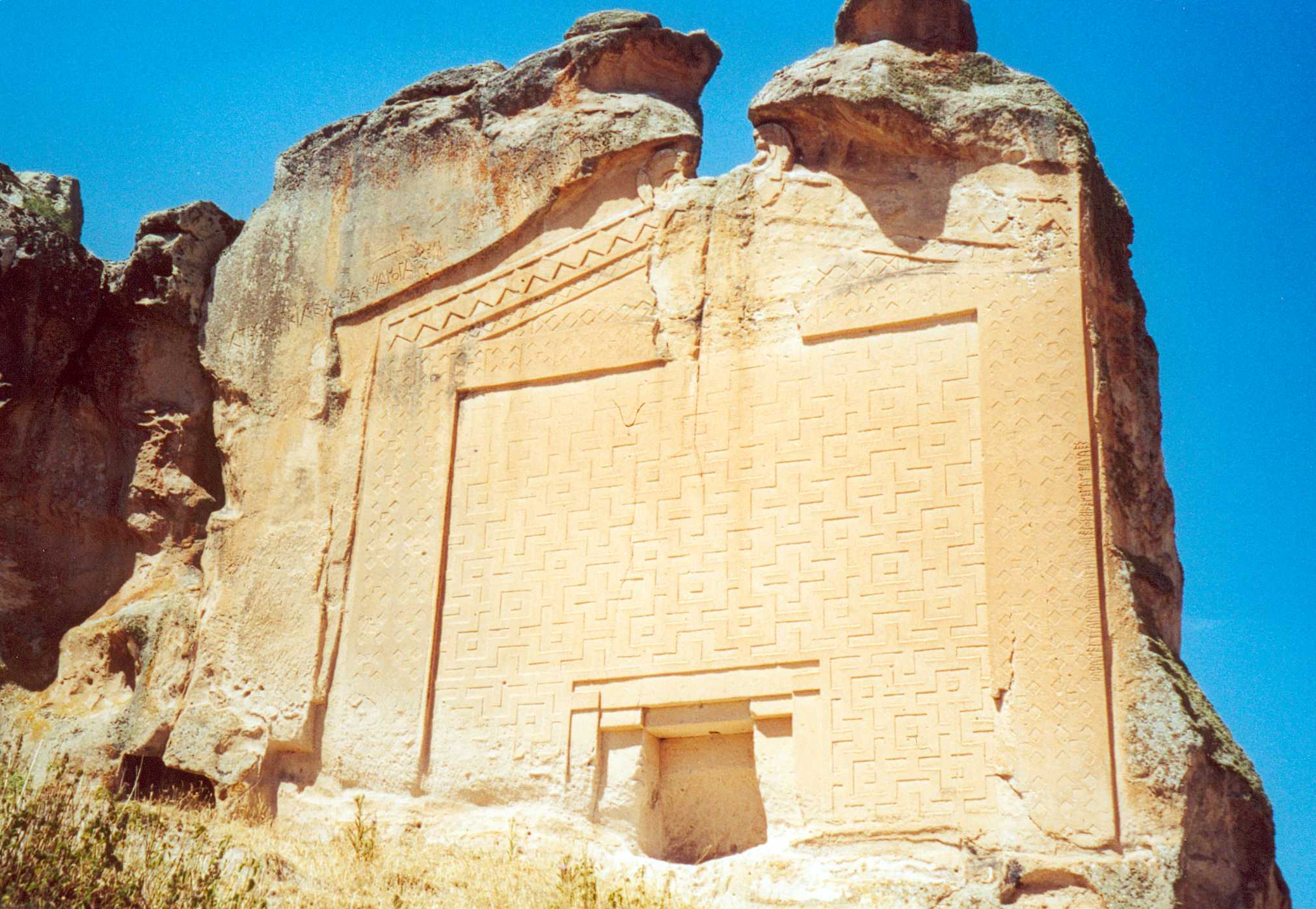
Midas-Monument, Midasstadt

Die ältesten bekannten Inschriften wurden in Gordion gefunden und stammen aus dem 8. Jahrhundert v. Chr. Die Phryger verwendeten dazu ein eigenes Alphabet, das dem griechischen Alphabet ähnelt und um einige Zeichen erweitert wurde. Die erste Phase phrygischen Schrifttums, die durch etwa 250 Inschriften dokumentiert ist, endet im 4. Jahrhundert v. Chr. Weitere Beispiele der phrygischen Schrift finden sich am Midas-Monument in Midasstadt und an der Kultfassade Maltaş.

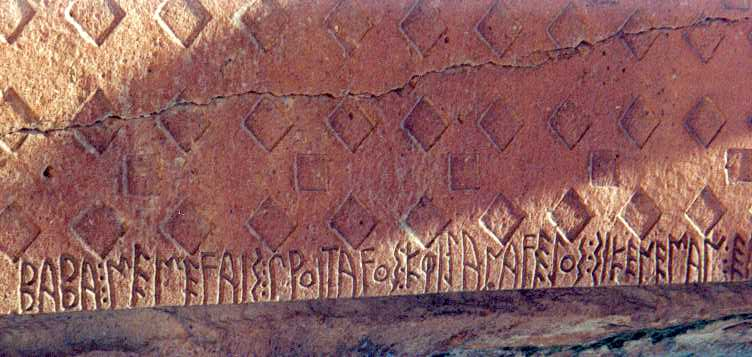
Phrygische Inschrift

Hauptsächlich aus dem 1. bis 3. Jahrhundert n. Chr. sind etwa 120 weitere phrygische Inschriften bekannt, die nun aber im griechischen Alphabet verfasst sind. Für das 5. Jahrhundert ist das Phrygische noch als gesprochene Sprache bezeugt, spätestens im 7. Jahrhundert n. Chr. ist es ausgestorben.

## Klassifizierung innerhalb des Indogermanischen
Die fragmentarische Überlieferung des Phrygischen hat die Einordnung dieser Sprache innerhalb der indogermanischen Sprachfamilie erschwert. Die frühere Annahme einer näheren Beziehung zur ebenfalls nur fragmentarisch überlieferten thrakischen Sprache konnte, auch aus diesem Grund, bisher nicht erhärtet werden.
Jedoch wird die phrygische Sprache heute zusammen mit dem Griechischen und dem erst spät überlieferten Armenischen, z. T. auch dem Albanischen, zur Gruppe der balkanindogermanischen Sprachen zusammengefasst. Die Theorie, das Phrygische repräsentiere einen völlig eigenständigen Zweig der indogermanischen Sprachfamilie, gilt als überholt.
Auffällige Ähnlichkeiten verbinden das Phrygische mit dem Griechischen, was schon in der Antike beobachtet wurde, so materiell beispielsweise das Adjektiv κακός kakós („schlecht“), das dem phrygischen kakoioi / kakuioi bzw. neuphrygisch κακ- kak- gegenübersteht.
Hingegen lassen sich an der phrygischen Wortform addaketor „tut an“ oder „macht (für sich selbst)“ zwei Übereinstimmungen mit dem Italischen feststellen: einerseits die durch -k- erweiterte Variante *dʰeh₁k- „machen, herstellen“ der Wurzel *dʰeh₁- (vgl. urgerm. *dō- „tun, machen“, altgriech. τίθημι „ich stelle, setze, lege“, altphryg. e-da-es „stellte her“ mit Augment e-), eine Variante, die mit Ausnahme des griech. k-Aorists ansonsten nur noch in den italischen Sprachen und dem vermutlich hierzu gehörigen Venetischen belegt ist; andererseits die Medialendung *-tor, die ansonsten im Italischen, Keltischen, Tocharischen und Anatolischen belegt ist, vgl. lat. afficitur „wird versehen, ausgestattet; wird hart angegangen, geschwächt“ aus urital. *ad-fak-ie-tor.

## Anekdote
Herodot berichtet, dass Pharao Psammetich I. die Ursprache des Menschen herausfinden wollte. Aus diesem Anlass ließ er von einem Schäfer zwei Kinder aufziehen, mit denen niemand sprechen durfte. Nach etwa zwei Jahren streckten die Kinder bittend die Hände aus und sagten „bekos“. Dies hieß in der Sprache der Phryger „Brot“. Somit wurde angenommen, Phrygisch sei die älteste Sprache.